# Necesito poder respirar: la vida de Jorge González
Necesito poder respirar: la vida de Jorge González es un pódcast biográfico chileno sobre la vida del cantante Jorge González, fundador de Los Prisioneros, con motivo de su cumpleaños número 60 y el aniversario número 40 del primer disco de Los Prisioneros, La voz de los '80.
Producida por Podium pódcast y distribuida por las radios Rock & Pop, Concierto y Futuro, junto a Spotify en formato pódcast, fue lanzado el 5 de noviembre de 2024.

## Producción
La idea del pódcast surgió en 2023 cuando el periodista Emiliano Aguayo, autor del libro Maldito Sudaca, entregó 10 casetes a Podium pódcast con conversaciones inéditas con Jorge González, grabadas en 2003 como parte de su investigación.
El material derivó en una investigación a cargo del periodista Nicolás Alonso y el editor de Podium pódcast, Jorge Aspillaga. El proyecto fue dirigido por Trinidad Piriz, mientras el diseño sonoro y música original estuvo a cargo de Luciano Correa, y el guion y narración fue realizada por Nicolás Alonso. La investigación incluyó más de 30 entrevistas al círculo cercano de González a lo largo de su vida y dos entrevistas con el propio cantante en su departamento en la comuna de San Miguel en Santiago.
El título hace referencia al cover homónimo en español de González de la canción The Air That I Breathe, publicada en el disco Mi destino de 1999.

## Lanzamiento y recepción
El primer capítulo se estrenó el martes 5 de noviembre a través de las radios Rock & Pop, Concierto y Futuro y al día siguiente por Spotify.  Al momento de su lanzamiento, se convirtió en el pódcast más reproducido en Spotify en Chile.
Hasta la publicación del último capítulo el 18 de diciembre de 2024, se mantuvo entre los tres pódcasts más escuchados de la misma plataforma en ese país.

## Lista de episodios
El pódcast cuenta con 6 episodios que fueron publicados semanalmente en dos bloques: los tres primeros capítulos entre el 6 y el 20 de noviembre de 2024, mientras que el segundo fue publicado entre el 4 y el 18 de diciembre del mismo año.
Las descripciones son extractos de los resúmenes originales de cada capítulo.
| N.º | Título                      |          | Fecha de emisión original |
| --- | --------------------------- | -------- | ------------------------- |
| 1 | «Antes de que todo explote» | 50:37    | 06 de noviembre de 2024   |
| Mientras trabaja en su primer disco solista junto a Gustavo Santaolalla, González se ve atrapado por las expectativas comerciales de la industria musical                                                                          |                             |          |                           |
| 2 | «Algo grande está naciendo» | 01:00:10 | 13 de noviembre de 2024   |
| Los años del liceo, la temprana irrupción de su genio musical y de su carácter rebelde. Su encuentro con Carlos Fonseca, el manager que vio en él a la voz de una generación, y el nacimiento de Los Prisioneros                   |                             |          |                           |
| 3 | «El corazón en la mano»     | 01:07:45 | 20 de noviembre de 2024   |
| Mientras Los Prisioneros alcanzan nuevas alturas en Latinoamérica, la presión de la fama, la persecución política y las fracturas internas comienzan a derrumbarlos.                                                               |                             |          |                           |
| 4 | «El futuro se fue»          | 01:06:05 | 4 de diciembre de 2024    |
| Una apuesta por la cumbia electrónica que rompe moldes pero desconcierta a su público; y luego un proyecto caótico, en el que González retoma su pasado y enfrenta su fragilidad.                                                  |                             |          |                           |
| 5 | «Salir del laberinto»       | 01:13:12 | 11 de diciembre de 2024   |
| Luego de internarse en Cuba, González regresa a Chile decidido a ser él otra vez, y toma una decisión inesperada: reunir a Los Prisioneros originales, después de once años de la renuncia de Claudio Narea.                       |                             |          |                           |
| 6 | «Todo tiene un final»       | 01:23:54 | 18 de diciembre de 2024   |
| Entregado a una vida familiar, González viaja por el mundo con distintos proyectos, mientras su ausencia lo transforma en una leyenda en su país. Y alcanza a grabar una última obra maestra, antes de enfrentar su mayor batalla. |                             |          |                           |